# Jan Bolland
Janice "Jan" Bolland (Cheyenne, Wyoming, 25 de gener de 1966) va ser una ciclista nord-americana. Va aconseguir dues medalles, una d'elles d'or, als Campionat del Món de contrarellotge per equips.

## Palmarès
- 1990
  - 1a al Tour de Somerville
- 1991
  - Vencedora d'una etapa al Tour de Toona
- 1992
  -  Campiona del món en contrarellotge per equips (amb Danute Bankaitis-Davis, Jeanne Golay i Eve Stephenson)
- 1993
  - 1a al Mount Evans Hill Climb
- 1996
  -  Campiona dels Estats Units en ciclocròs